# Praeacrospila melanoproctis
Praeacrospila melanoproctis is een vlinder van de familie van de grasmotten (Crambidae). De wetenschappelijke naam van deze soort is voor het eerst voorgesteld als Pilocrocis melanoproctis door George Francis Hampson in een publicatie uit 1899.
De soort komt voor in Cuba en Brazilië.